# Pasciano
Pasciano is een plaats (frazione) in de Italiaanse gemeente Amatrice.